# Phragmipaphium
× Phragmipaphium (abreviado Phrphm) en el comercio. Es un híbrido intergenérico que se produce entre los géneros de orquídeas Phragmipedium y Paphiopedilum.

## Híbridos registrados
Los siguientes nombres de híbridos han sido registrados en la Royal Horticultural Society:
- Phrphm. Charming Daughter; Registered by N. Toyoshima as Phrag. longifolium × Paph.  henryanum
- Phrphm. Confusion; Registered by Dr./Mrs. W.W. Wilson (Mans./Hatcher) as Phrag. Grande × Paph. Memoria J. H. Walker
- Phrphm. Elisabeth Schrull; Registered by J. Werner as Paph. dayanum × Phrag.  Sedenii
- Phrphm. Fourman's Freckles; Registered by T. Fourman (O/U) as Paph. bellatulum × Phrag. schlimii
- Phrphm. Fourman's Twilight; Registered by T. Fourman (O/U) as Phrag. schlimii × Paph. micranthum
- Phrphm. Hanes' Magic; Registered by J. Hanes as Paph. stonei × Phrag. Albopurpureum
- Phrphm. Malhouitri; Registered by Boullet as Paph. Harrisianum × Phrag. schlimii
- Phrphm. n.r. (Phrag. besseae x Paph. micranthum)